# Kroatischer Fußballpokal
Der kroatische Fußballpokal (kroatisch Hrvatski nogometni kup) ist der nationale Fußball-Pokalwettbewerb für Männerfußball-Vereinsmannschaften in Kroatien. Er wird seit 1992 jährlich veranstaltet. Aktueller und Rekordsieger mit 17 Pokalsiegen ist Dinamo Zagreb. Die Trophäe, umgangssprachlich Rabuzins Sonne (kroatisch Rabuzinovo sunce) genannt, ist ein Wanderpokal, der von Ivan Rabuzin gestaltet wurde.

## Teilnehmer
- 21 Sieger des Bezirkspokals
- 11 Finalisten des Bezirkspokals aus den Fußballverbänden mit der größten Anzahl registrierter Fußballclubs
- Die 16 punktbesten Vereine der Fünfjahres-Pokalwertung. (63 Punkte für den Pokalsieger, 31 für den unterlegenen Finalisten, 15 für die Halbfinalisten, 7 für die Viertelfinalisten, 3 für die Achtelfinalisten und 1 Punkt für die Sechzehntelfinalisten.)

## Modus
Die 32 Klubs, die sich über den regionalen Pokal qualifizieren, starten in der Vorrunde. Die 16 Sieger treffen in der folgenden Runde auf die 16 punktbesten Teams der Fünfjahres-Pokalwertung. Alle Begegnungen werden in einem Spiel entschieden.

## Die Endspiele im Überblick

Logo des kroatischen Fußballverbandes Hrvatski nogometni savez (HNS)

| Saison  | Austragungsort                                              | Sieger           | Ergebnisse         | Finalist                    |
| ------- | ----------------------------------------------------------- | ---------------- | ------------------ | --------------------------- |
| 1992    | Stadion SRC Zaprešić, Zaprešić Stadion Maksimir, Zagreb     | Inter Zaprešić   | 1:1 1:0            | Dinamo Zagreb               |
| 1992/93 | Stadion Poljud, Split Stadion Maksimir, Zagreb              | Hajduk Split     | 4:1 1:2            | Dinamo Zagreb               |
| 1993/94 | Stadion Maksimir, Zagreb Stadion Kantrida, Rijeka           | Croatia Zagreb   | 2:0 0:1            | HNK Rijeka                  |
| 1994/95 | Stadion Poljud, Split Stadion Maksimir, Zagreb              | Hajduk Split *   | 3:2 1:0            | Croatia Zagreb              |
| 1995/96 | Stadion Anđelko Herjavec, Varaždin Stadion Maksimir, Zagreb | Croatia Zagreb * | 2:0 1:0            | NK Varteks Varaždin         |
| 1996/97 | Stadion Maksimir, Zagreb                                    | Croatia Zagreb   | 2:1                | NK Zagreb                   |
| 1997/98 | Stadion Anđelko Herjavec, Varaždin Stadion Maksimir, Zagreb | Croatia Zagreb * | 1:0 2:1            | NK Varteks Varaždin         |
| 1998/99 | Stadion Maksimir, Zagreb                                    | NK Osijek        | 2:1                | Cibalia Vinkovci            |
| 1999/00 | Stadion Poljud, Split Stadion Maksimir, Zagreb              | Hajduk Split     | 2:0 0:1            | Croatia Zagreb              |
| 2000/01 | Stadion Poljud, Split Stadion Maksimir, Zagreb              | Dinamo Zagreb    | 2:0 1:0            | Hajduk Split                |
| 2001/02 | Stadion Maksimir, Zagreb Stadion Anđelko Herjavec, Varaždin | Dinamo Zagreb    | 1:1 1:0            | NK Varteks Varaždin         |
| 2002/03 | Stadion Aldo Drosina, Pula Stadion Poljud, Split            | Hajduk Split     | 1:0 4:0            | NK Uljanik Pula             |
| 2003/04 | Stadion Anđelko Herjavec, Varaždin Stadion Maksimir, Zagreb | Dinamo Zagreb    | 1:1 1:0            | NK Varteks Varaždin         |
| 2004/05 | Stadion Kantrida, Rijeka Stadion Poljud, Split              | HNK Rijeka       | 2:1 1:0            | Hajduk Split                |
| 2005/06 | Stadion Kantrida, Rijeka Stadion Anđelko Herjavec, Varaždin | HNK Rijeka       | 4:0 1:5            | NK Varteks Varaždin         |
| 2006/07 | Stadion Maksimir, Zagreb Gradski Stadion, Koprivnica        | Dinamo Zagreb *  | 1:0 1:1            | NK Slaven Belupo Koprivnica |
| 2007/08 | Stadion Maksimir, Zagreb Stadion Poljud, Split              | Dinamo Zagreb *  | 3:0 0:0            | Hajduk Split                |
| 2008/09 | Stadion Maksimir, Zagreb Stadion Poljud, Split              | Dinamo Zagreb *  | 3:0 0:3; 4:3 i. E. | Hajduk Split                |
| 2009/10 | Stadion Poljud, Split Stadion Šubićevac, Šibenik            | Hajduk Split     | 2:1 2:0            | HNK Šibenik                 |
| 2010/11 | Stadion Maksimir, Zagreb Stadion Anđelko Herjavec, Varaždin | Dinamo Zagreb *  | 5:1 3:1            | NK Varteks Varaždin         |
| 2011/12 | Stadion Gradski vrt, Osijek Stadion Maksimir, Zagreb        | Dinamo Zagreb *  | 0:0 3:1            | NK Osijek                   |
| 2012/13 | Stadion Poljud, Split Stadion Maksimir, Zagreb              | Hajduk Split     | 2:1 3:3            | NK Lokomotiva Zagreb        |
| 2013/14 | Stadion Maksimir, Zagreb Stadion Kantrida, Rijeka           | HNK Rijeka       | 1:0 2:0            | Dinamo Zagreb               |
| 2014/15 | Stadion Maksimir, Zagreb                                    | Dinamo Zagreb *  | 0:0, 4:2 i. E.     | RNK Split                   |
| 2015/16 | Stadion Gradski vrt, Osijek                                 | Dinamo Zagreb *  | 2:1                | NK Slaven Belupo Koprivnica |
| 2016/17 | Stadion Anđelko Herjavec, Varaždin                          | HNK Rijeka *     | 3:1                | Dinamo Zagreb               |
| 2017/18 | Stadion Cibalia, Vinkovci                                   | Dinamo Zagreb *  | 1:0                | Hajduk Split                |
| 2018/19 | Stadion Aldo Drosina, Pula                                  | HNK Rijeka       | 3:1                | Dinamo Zagreb               |
| 2019/20 | Stadion Šubićevac, Šibenik                                  | HNK Rijeka       | 1:0                | Lokomotiva Zagreb           |
| 2020/21 | Stadion Radnik, Velika Gorica                               | Dinamo Zagreb *  | 6:3                | NK Istra 1961               |
| 2021/22 | Stadion Poljud, Split                                       | Hajduk Split     | 3:1                | HNK Rijeka                  |
| 2022/23 | Stadion Rujevica, Rijeka                                    | Hajduk Split     | 2:0                | HNK Šibenik                 |
| 2023/24 | Stadion Maksimir, Zagreb Stadion Rujevica, Rijeka           | Dinamo Zagreb *  | 0:0 3:1            | HNK Rijeka                  |
| 2024/25 | Gradski stadion, Koprivnica Stadion Rujevica, Rijeka        | HNK Rijeka *     | 1:1 1:0            | NK Slaven Belupo            |

* Gewinner des nationalen Doubles aus Meisterschaft und Pokalsieg.

### Rangliste der Sieger
| Klub              | Titel | Jahr(e)                                                                                              |
| ----------------- | ----- | --- |
| Dinamo Zagreb *   | 17    | 1994, 1996, 1997, 1998, 2001, 2002, 2004, 2007, 2008, 2009, 2011, 2012, 2015, 2016, 2018, 2021, 2024 |
| Hajduk Split      | 8     | 1993, 1995, 2000, 2003, 2010, 2013, 2022, 2023                                                       |
| HNK Rijeka        | 7     | 2005, 2006, 2014, 2017, 2019, 2020, 2025                                                             |
| Inker Zaprešić ** | 1     | 1992                                                                                                 |
| NK Osijek         | 1     | 1999                                                                                                 |

* Dinamo Zagreb hieß von 1993 bis 2000 Croatia Zagreb.
** Inker Zaprešić heißt heute Inter Zaprešić.